# Neues Schloss (Braunschwende)

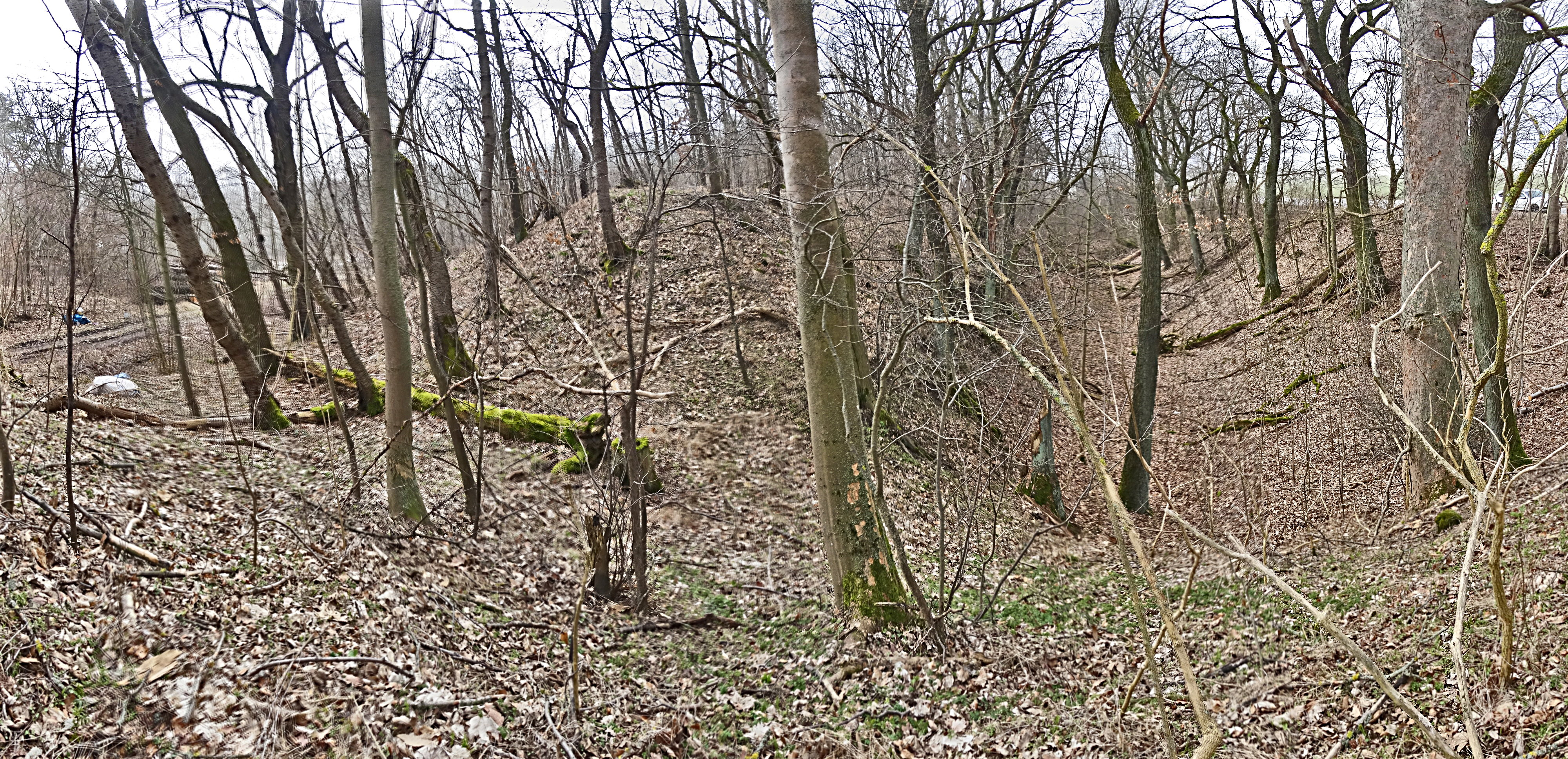
Reste der Erdarbeiten (Wälle und Gräben)

Das Neue Schloss ist eine Bauruine bei Braunschwende im sachsen-anhaltischen Teil des Harzes aus dem Jahr 1546. Der als mächtige Renaissancefestung geplante Bau des Grafen Albrecht VII. von Mansfeld wurde nach ca. einem Jahr wieder eingestellt. Bis zur Gegenwart haben nur die Erdwerke überdauert.

## Lage
Das Neue Schloss liegt im Südwest-Zwickel der heutigen Bundesstraße 242 (Harzhochstraße) und der abzweigenden Straße nach Wippra. Unmittelbar im Südosten liegt der Weiler Popperode. Das Neue Schloss steht auf der Gemarkung des Ortsteils Braunschwende der Stadt Mansfeld. Landschaftlich steht es auf einer Hochfläche zwischen den Tälern des Baches Eine und des Flusses Wipper.
Das Baufeld ist ca. 200 mal 230 m groß und trapezförmig. Es besteht bis heute aus Teilen der geplanten Gräben und Wälle. In der Mitte sollte ursprünglich ein 100 mal 100 m großes Renaissance-Schloss mit vier Kanonenbastionen an seinen Ecken errichtet werden. Dazu kam es jedoch nicht. Aktuell wird die Mitte der Anlage als Lagerplatz für Baustoffe genutzt.

## Geschichte
Das Neue Schloss ist ein Bau des Grafen Albrecht VII. von Mansfeld auf den Jahren 1546 und 1547. Als Planer der Anlage gilt Christoph Stieler, der ebenfalls den Umbau der Festung Mansfeld plante. Das neue Schloss sollte die Grafschaft und die ca. 15 km östlich gelegene Festung Mansfeld vor Truppeneinfällen aus dem Westen beschützen. Der zur damaligen Zeit wirkende Reformator Martin Luther (siehe Reformation) stammte aus der Grafschaft, hatte hier seinen Lebensmittelpunkt und Graf Albrecht VII. galt als Unterstützer seiner Lehren. Aufgrund damaliger Konflikte zwischen den Reformierten und Katholiken des Reiches musste mit Angriffen gerechnet werden.
Tatsächlich kam es im Jahre 1547 zu einem Angriff kaiserlicher Truppen von Westen, die die Baustelle des Neuen Schlosses besetzten und später die Festung Mansfeld belagerten. Nach dem dadurch verursachten Baustopp und aufgrund der folgenden Unruhen wurde das Projekt des Neuen Schlosses nicht weiter fortgesetzt und die Anlage verwilderte.
In den folgenden Jahrhunderten wurde das Neue Schloss zunächst vergessen und später als eine Anlage der Vorgeschichte gedeutet. Im Jahre 1891 wurden die alten Überlieferungen von Julius Schmidt wiederentdeckt und die Anlage u. a. von den Historikern Grimm, Höfer und Schuchhardt untersucht. Zu Beginn der 2000er Jahre fanden erneut Untersuchungen der Anlage statt.